# Dioda MPS

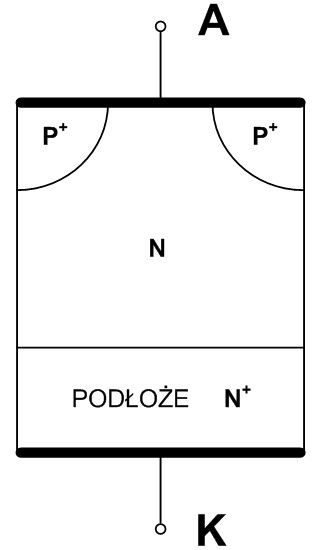
Budowa diody MPS

Dioda MPS (ang. merged PiN-Schottky diode) – dioda o scalonej strukturze złożonej z diody PiN oraz diody unipolarnej Schottky’ego. Taka budowa umożliwia zmniejszenie strat mocy przy procesach łączeniowych w wysokonapięciowych diodach prostowniczych bez wzrostu napięcia w stanie przewodzenia. 
Dioda MPS charakteryzuje się niskim napięciem przebicia mimo istnienia w niej struktury Schottky’ego. Spolaryzowane w kierunku przewodzenia złącze p-n wstrzykuje dziury do obszaru unoszenia N. Prowadzi to do modulacji przewodności tego obszaru w sposób analogiczny jak w diodzie PiN, co ogromnie zmniejsza rezystancję, powodując przepływ prądu. Proces ten umożliwia przewodzenie dużych prądów przez obszar Schottky’ego przy niskim napięciu przewodzenia. Poziom wstrzykiwania niezbędny do zmniejszenia oporności w rejonie Schottky’ego nie jest tak wysoki jak w diodzie PiN. W rezultacie tego nagromadzony ładunek w diodzie MPS jest mniejszy niż w diodzie PIN, co powoduje, że dioda MPS ma bardzo krótkie czasy przełączania.